# Plena Edad Media

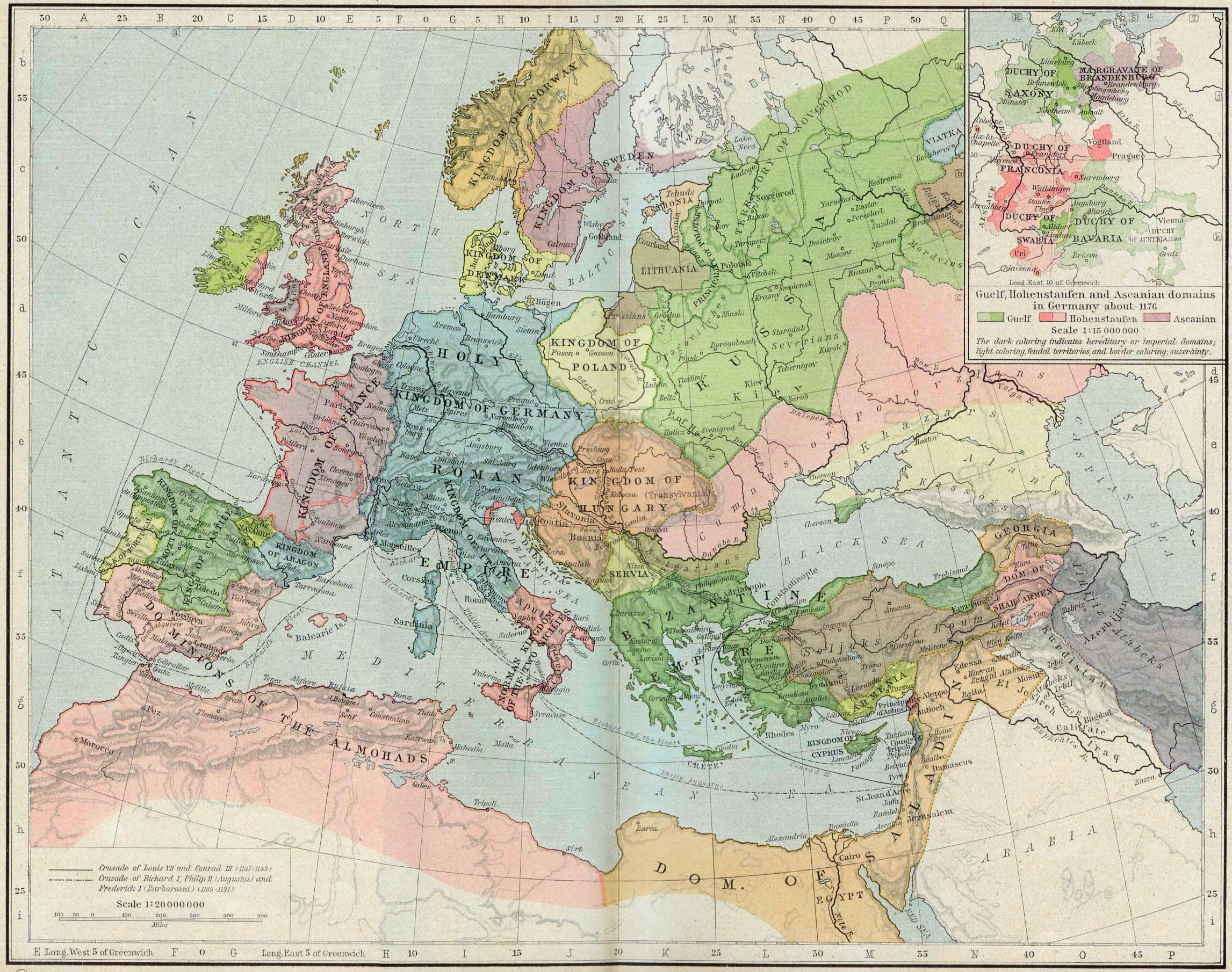
Mapa de la Europa del año 1190.

Plena Edad Media es el periodo central de la Edad Media que abarca los siglos XI, XII y XIII. Sucedió a la Alta Edad Media y fue sucedida por la Baja Edad Media. La utilización de esta división no es aceptada universalmente: en algunos casos, se utiliza la expresión Baja Edad Media para los siglos XI al XV, considerando la Plena Edad Media como una etapa primera, seguida de los últimos siglos que darían lugar a la etapa de la Crisis de la Edad Media. El concepto también tiene una problemática localización espacial, puesto que solamente es aplicable en la historia de Europa, la del Oriente Próximo y la del resto del área mediterránea, teniendo poca o ninguna validez para otras zonas del mundo. Según Jacques Le Goff durante este periodo se produjo el nacimiento de Occidente.

## Características
La justificación del uso del término «Plena Edad Media» es lo excepcional del desarrollo cultural, demográfico, económico y social de Europa que tuvo lugar en ese período, coincidente con un clima bonancible (se ha hablado del «óptimo medieval») que permitía cultivar vides en Inglaterra. También se ha hablado, en concreto para el siglo XII, de la revolución del siglo XII o renacimiento del siglo XII.
El simbólico año mil (cuyos terrores milenaristas se han exagerado) no significa nada por sí mismo, pero a partir de entonces se da por terminada la Alta Edad Media: húngaros y normandos están ya asentados e integrados en la cristiandad latina. La Europa de la Plena Edad Media fue expansiva también en el terreno militar: las Cruzadas en el Oriente Próximo (1095-1291), la dominación angevina de Sicilia (1061-1282) y el avance de los reinos cristianos en la península ibérica (desaparecido el Califato de Córdoba en 1031) amenazaban con reducir el espacio islámico a la ribera meridional de la cuenca del Mediterráneo y el interior de Asia.
La sociedad feudal se desarrolla sin encontrar todavía límites a su extensión (como ocurrirá con la crisis del siglo XIV). La renta feudal se distribuye por los señores fuera del campo, donde se origina: las ciudades y los burgueses crecen con el aumento de la demanda de productos artesanales y del comercio a larga distancia, nacen y se desarrollan las ferias, las rutas comerciales terrestres y marítimas e instituciones como la Hansa. Europa Central y Septentrional entran en el corazón de la civilización Occidental. El Imperio bizantino se mantiene entre el islam y los cruzados, extendida su influencia cultural por los Balcanes y las estepas rusas donde se resiste el empuje mongol.
El arte románico y el primer gótico son protegidos por las órdenes religiosas y el clero secular. Cluny y el Císter llenan Europa de monasterios. El Camino de Santiago articula la península ibérica con Europa. Nacen las universidades (Bolonia, Sorbona, Oxford, Cambridge, Salamanca, Coímbra). La escolástica llega a su cumbre con Tomás de Aquino, tras recibir la influencia de las traducciones del árabe (averroísmo). El derecho romano empieza a influir en los reyes que se ven a sí mismos como emperadores en su reino.
Los conflictos crecen a la par que la sociedad: herejías, revueltas campesinas y urbanas, la salvaje represión de todas ellas y las no menos salvajes guerras feudales son constantes.

### La caracterización de la Plena Edad Media según Jacques Le Goff
El medievalista francés Jacques Le Goff ha situado en este periodo el nacimiento de Occidente.

Ese tiempo [la Edad Media central] vio el nacimiento de la ciudad (la ciudad medieval es distinta de la ciudad antigua, y la ciudad de la revolución también será diferente) y de la aldea, el auténtico comienzo de una economía monetaria, los inventos tecnológicos capaces de garantizar la conquista rural, el artesanado preindustrial, la construcción a gran escala (arado asimétrico de ruedas y vertedera, herramientas de hierro, molino de agua con sus aplicaciones y molino de viento, sistema de levas, telares, tornos elevadores, sistema de tracción animal "moderno"). Con la aparición de la máquina de uso utilitario (y no sólo lúdico o militar) se crean a la vez nuevos modos de dominación del espacio y del tiempo, sobre todo del espacio marítimo, con la invención del timón de codaste, la adopción de la brújula, de nuevos tipos de navío, los avances en la precisión de las medidas, la noción de horas iguales y la fabricación de relojes para medirlas y anunciarlas. La Iglesia conserva y a veces refuerza su control ideológico e intelectual, pero la alfabetización progresa... un nuevo tipo de enseñanza y de ciencia, la escolástica, apoyada en una institución nueva, la universidad, sigue siendo clerical pero fomenta el espíritu crítico y alienta en su seno el desarrollo de conocimientos y oficios jurídicos y médicos que pronto se le irán de las manos a la Iglesia. A pesar del internacionalismo cristiano, los hombres se agrupan cada vez más en naciones y en Estados en torno a dirigentes laicos según un modelo principalmente monárquico o principesco. (…) Las mentalidades cambian: surgen nuevas actitudes frente al tiempo, al dinero, al trabajo, a la familia a pesar del vigor persistente de los modelos aristocráticos reforzados por la formación del ideal cortés… La Iglesia crea para esta sociedad nueva un humanismo cristiano que realza la imagen del hombre humillado en Job, en contraste con la imagen de Dios, transforma la devoción gracias al florecimiento del culto mariano y a la humanización del modelo cristológico, trastorna la geografía del más allá insinuando un purgatorio entre el paraíso y el infierno, privilegiando de este modo la muerte y el juicio individual.
Pero no todo es de color rosa... La hambruna es una amenaza permanente, la violencia omnipresente, las luchas sociales agrias y constantes. La Iglesia, inquieta e incapaz... redobla su recurso al infierno y organiza ese cristianismo del miedo...